# Asse (Luik)
Asse is een gehucht op de grens van Charneux en Julémont, deelgemeenten van Herve in de Belgische provincie Luik. Het ligt zo'n kilometer ten oosten van het dorpscentrum van Julémont en ruim 2,5 km ten noorden van het dorpscentrum van Charneux. Ten zuidwesten van het gehucht vloeien de beekjes Rosmel en Monty samen; vanaf daar heet de beek Ruisseau d'Asse, vernoemd naar het gehucht Asse.

## Geschiedenis
Tot de opheffing van het hertogdom Limburg hoorde Asse tot de Limburgse hoogbank Herve. De Ferrariskaart uit de jaren 1770 toont hier een gehucht Asse. Net als de rest van het hertogdom werd Asse bij de annexatie van de Zuidelijke Nederlanden door de Franse Republiek in 1795 opgenomen in het toen gevormde departement Ourthe.
Deelgemeente: Battice · Bolland · Charneux · Chaineux · Grand-Rechain · Herve · Julémont · Xhendelesse

Overige kernen: Asse · Bellefontaine · Bruyères · Gurné · Holliguette · Hubertfays · José · Les Fawes · Manaihant · Noblehaye  · Renouprez · Sauvenière · Xhéneumont

Belgische gemeenten · arrondissement Verviers · provincie Luik · Wallonië